# Цепь

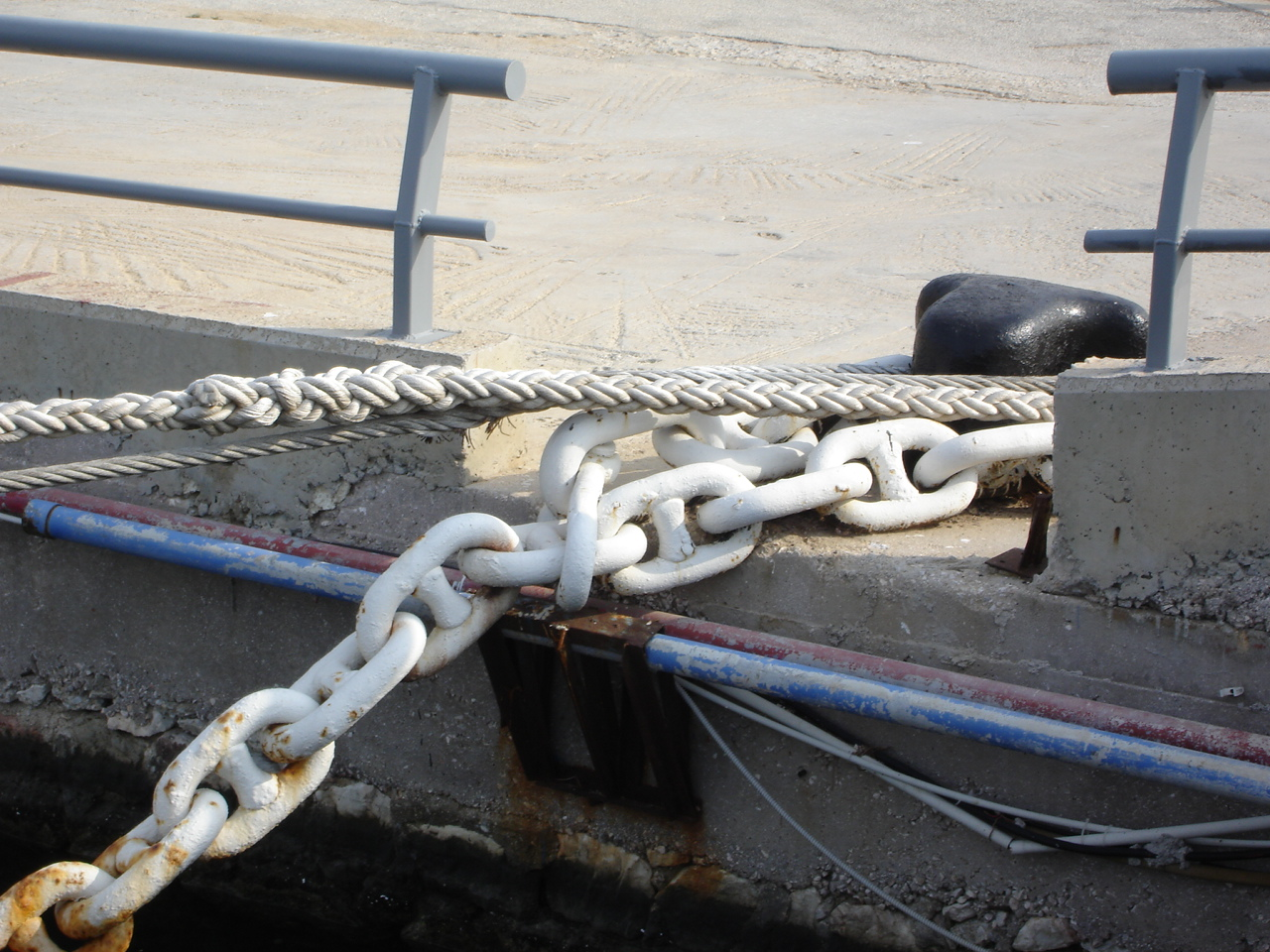
Усиленная якорная цепь с контрфорсами заведена за кнехт пирса

Цепь — последовательность подвижно соединённых между собой, как правило одинаковых, жёстких элементов, называемых «звеньями» (в изначальном значении — металлических колец), в общем случае, аналогичная верёвке в том, что она является гибкой и изгибается в сжатии, но линейной, жёсткой и несущей при нагрузке на разрыв. Цепь состоит из двух и более звеньев.

## В технике

Цепная передача

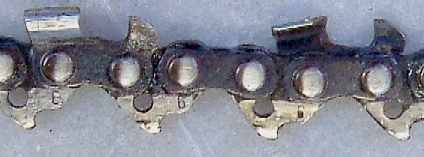
Цепь цепной пилы

Цепи можно классифицировать по их конструкции, которая может быть продиктована их использованием:
- Предназначенные для подъема, например, при использовании с подъемником, для тяги или для крепления. Имеет звенья в форме тора, которые делают цепь гибкой в двух измерениях (фиксированное третье измерение - это длина цепи),
  - Якорная цепь
  - Цепной бон, особенностью которого является усиленные звенья для защиты фарватера
  - Крепежная цепь, которую нельзя использовать для подъема грузов
- Предназначенные для передачи крутящего момента в машинах. Имеют звенья, предназначенные для зацепления с зубьями звездочек машины, и являются гибкими только в одном измерении, что делает возможным многорядные варианты:
  - втулочные,
  - роликовые,
  - приводные,
  - зубчатые;
- Специализированные:
  - Цепь цепной пилы, имеющая звенья с режущими зубьями
  - Гу́сеничная ле́нта — замкнутая сплошная цепь из шарнирно-соединённых звеньев (траков), применяемая в гусеничном движителе
  - Шариковая цепь

Основными параметрами цепей являются расстояние от центра до центра ролика (шаг цепи «t»), диаметр ролика «d1», диаметр валика «d2», расстояние между внутренними пластинами «b1».

## Ювелирные изделия

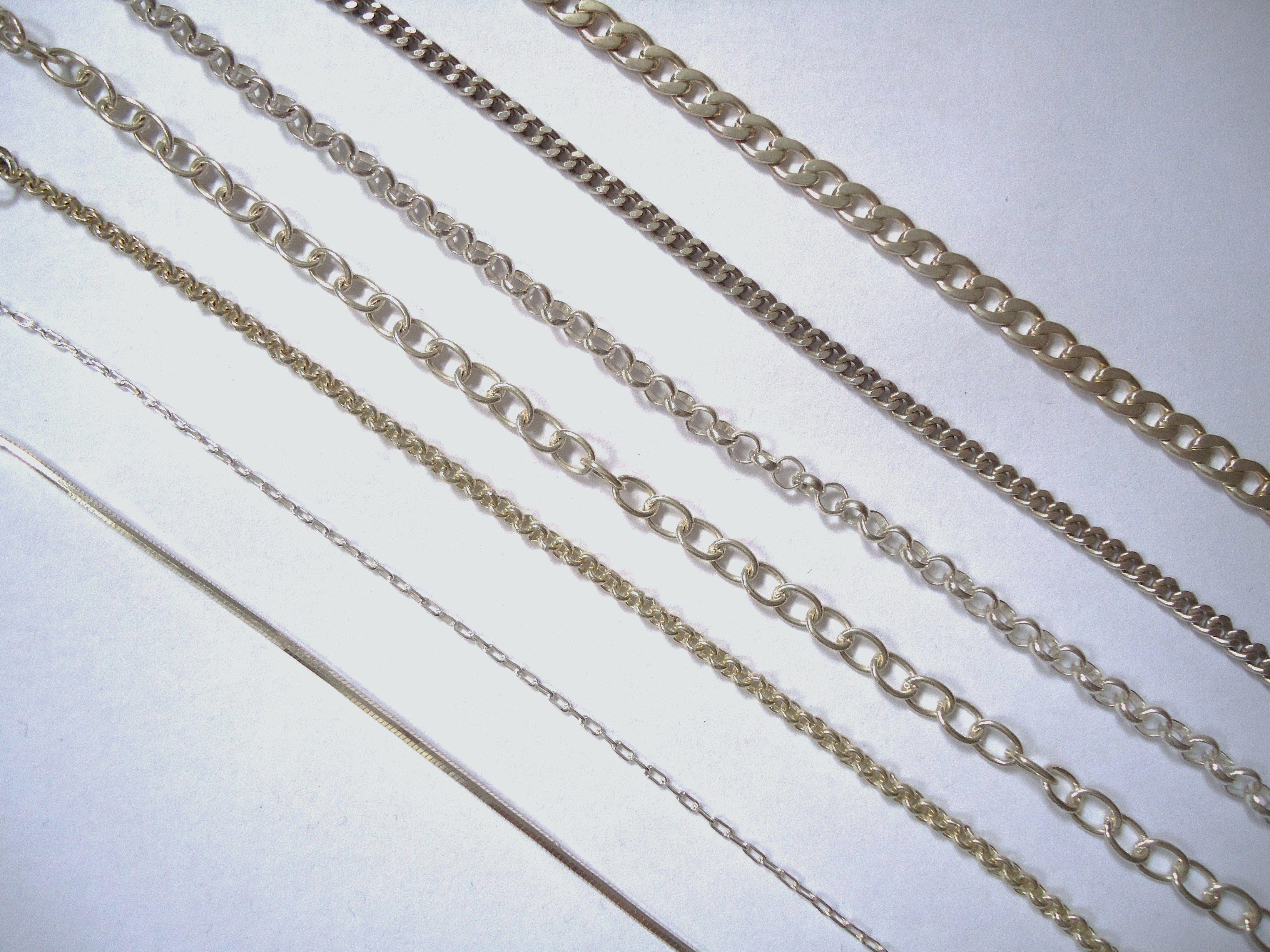
Серебряные цепочки

Звенья ювелирных цепей или цепочек бывают:
- пустотелые — проволока, из которой плетётся украшение, полая внутри
- цельные

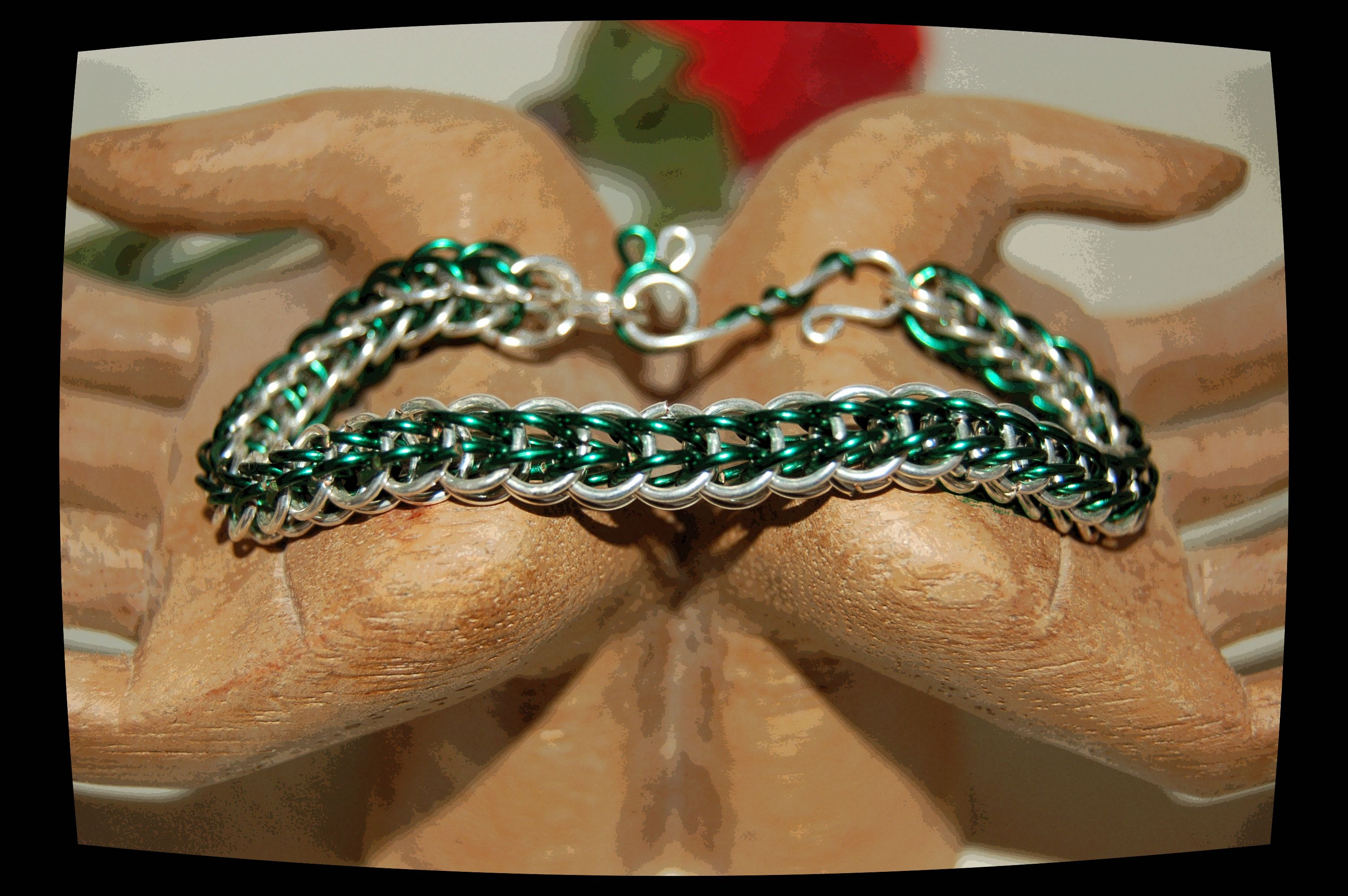
Панцирное плетение

Ювелирные цепи различаются плетением, то есть формой звена:
- Якорное — сходное с плетением якорной цепи
  - «Двойной якорь» — по два звена на шаг цепи
  - «Ролло» или «Шопард» — звено круглой формы
  - плетение «Гарибальди» — в честь супругов Джузеппе и Аниты Гарибальди — народных героев освободительного движения Италии
- Панцирное плетение может быть одинарным, двойным и тройным в зависимости от количества скреплённых звеньев. «Панцирная» вязка со звеньями в форме ромба называется «Ромб» (он также может быть двойным и тройным).

Такой тип плетения происходит из технологии кольчужного плетения.
- - «Нонна» — Благодаря алмазной огранке звена с обеих сторон, такие цепи сильнее блестят на свету. Классическое и одно из самых изящных панцирных плетений.  Иногда называют (итал. maglia della nonna) «бабушкино плетение»
- «Бисмарк» - названный, по одной из версий, в честь первого канцлера Германской Империи Отто фон Бисмарка, он также известен как «Кайзер» или «Кардинал». Это плетение является одним из самых сложных, поэтому часто выполняется вручную.[1]

### Редкие варианты ювелирных цепочек

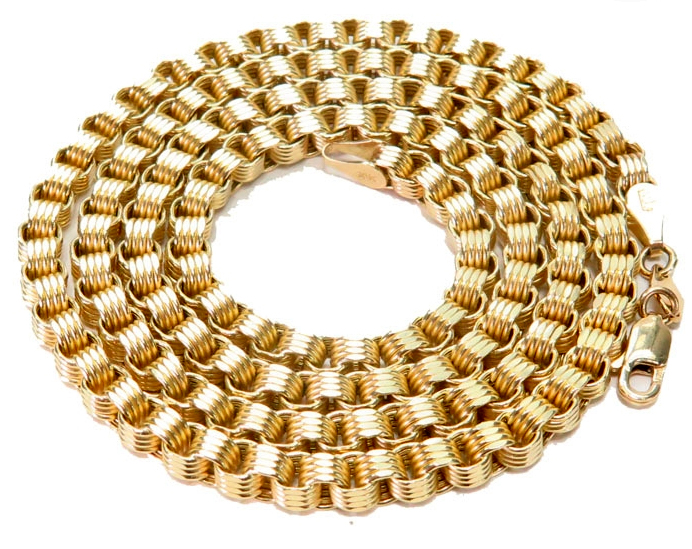
Золотая цепочка «Манин», испокон веков изготавливавшейся в Венеции. На сегодняшний день Манин входит в ряд антикварных плетений из-за утраты секрета ее чрезвычайно мелкого и сложного плетения[2]. Сильно упрощенная является разновидностью плетения «крученый квадрат», которая хорошо подходит для ношения небольших односложных подвесок у основания шеи
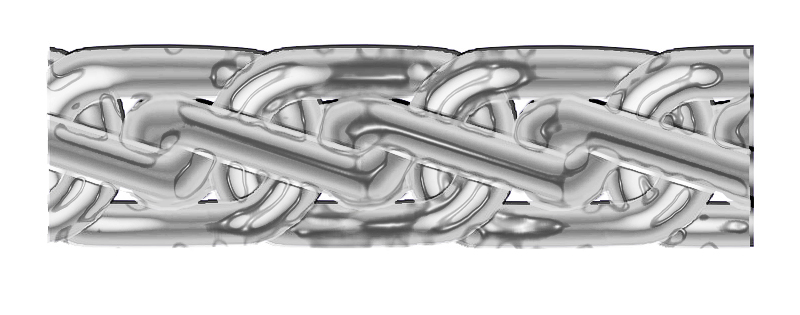
Пшеница: Пшеничная цепь состоит из очень длинных и тонких звеньев каплевидной формы, которые направлены в одном направлении. Соединение каждой ссылки похоже на крошечный шарнир, а это означает, что этот стиль не такой гибкий или жидкий, как некоторые другие.
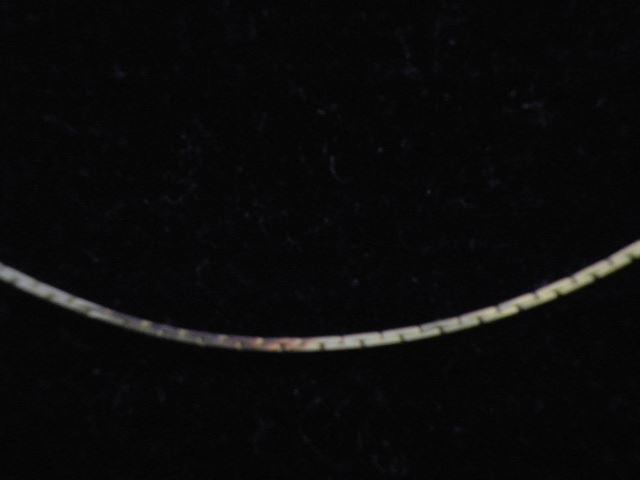
Цепь из прямоугольных звеньев, также называемая бостонской цепочкой.
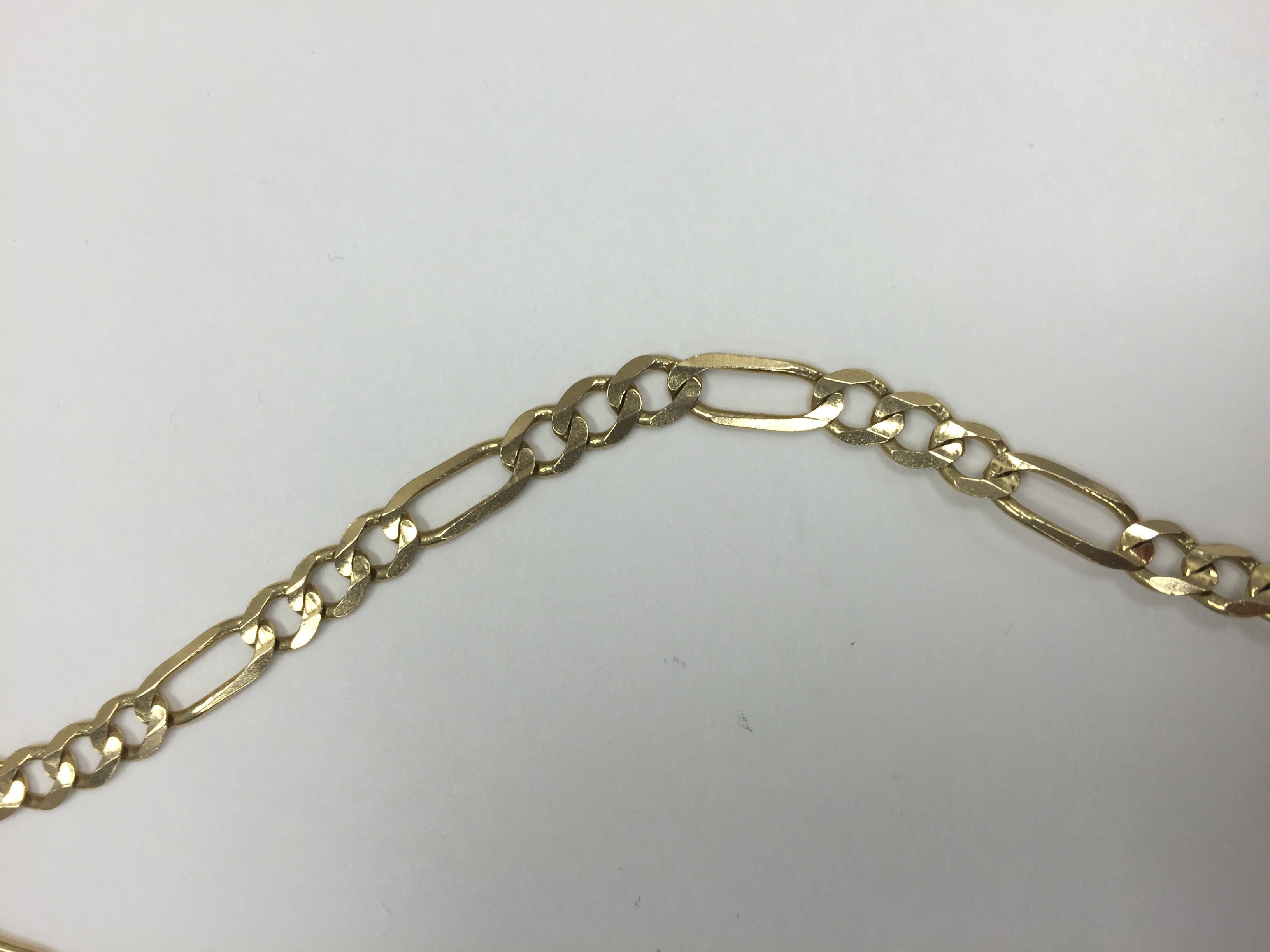
Фигаро: Фигаро на самом деле не стиль, а очень популярная вариация. Ряд стандартных звеньев (обычно три) на всем протяжении предшествуют удлиненному звену. Этот вариант можно воспроизвести во многих упомянутых стилях.
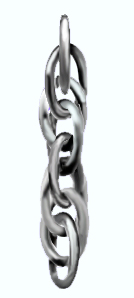
Веревка: веревочная цепь создает эффект двух скрученных прядей, скрученных вместе, образованных множеством небольших звеньев, которые не полностью соединены. Одним из недостатков этой в остальном прочной цепи является то, что, когда одно звено действительно разрывается, остальная часть цепи может последовать за ней.

## История
Цепь из металлических звеньев использовалась, по крайней мере, с 225 г. до н. э.
Устаревшее название — «верига» (в болгарском языке так и называют сейчас).

### В религии
Существует католическая реликвия Вериги святого Петра, связанная с отпущением грехов:
Повелел раскаявшемуся надеть вериги апостола, обойти семь раз вокруг храма, а после… Подойти к дверям святилища, за которыми хранятся мощи и биться о них головой. Если двери откроются сами-собой – грехи прощены, если нет –  остаются на грешнике. И свершилось чудо. Когда мужчина стал биться о двери головой, молясь апостолу, замки открылись, печати спали, двери распахнулись.

С тех пор, таким образом, узнавали прощены ли тяжкие грехи. Такая практика покаяния стала обычным ритуалом. Весть о чуде разнеслась далеко за пределы Рима.

### Ограничение свободы и насилие

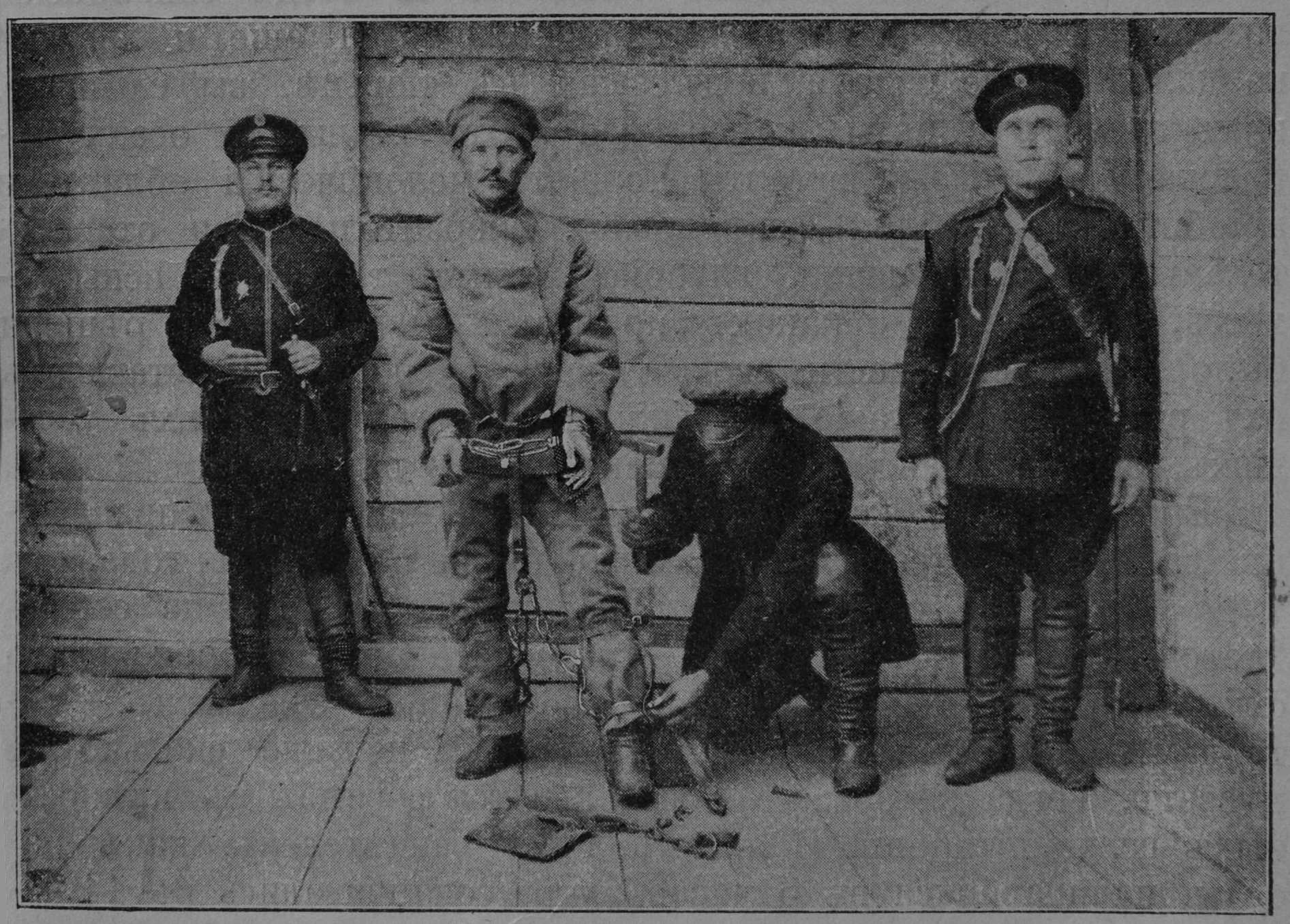
Заковывание в кандалы

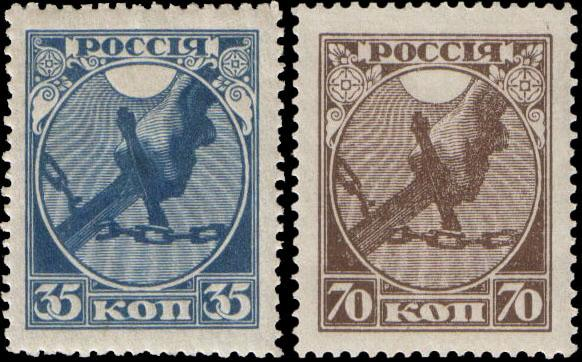
Меч, разрубающий цепи рабства

Цепь — составная часть кандалов, применяющаяся для ограничения свободы рабов и при перевозке особо опасных заключенных.
Представление о конструкции типичных древнеримских кандалов дают кандалы галльских рабов, обнаруженные при раскопках на месте бывшего древнеримского амфитеатра во французском городе Сент. Среди сотен найденных могил пять скелетов — четыре взрослых и один ребенок были закованы в кандалы. Три скелета (предположительно женщин) были найдены с железными цепями, прикованными к ногам. Еще один раб (вероятно, мужчина) был найден с железным ошейником на шее, и ещё один, ребенок — с приспособлением для приковывания на его запястье. Браслеты кандалов галльских рабынь (как и ошейник раба) были сделаны из двух полуколец, выполненных из железного прутка диаметром около сантиметра. Один из концов полуколец загибался петлёй, выполняя роль сочленения половинок браслета, а другой расплющивался и в нём выполнялось отверстие под железную заклёпку диаметром около 1 см. Браслеты кандалов продевались в крайние звенья цепи, после чего соединялись железной заклёпкой.
Цепь также применяется для ограничения области перемещения сторожевых животных, чаще всего собак, именуемых цепными псами.

## Символизм
Цепи также могут символизировать взаимосвязь или взаимозависимость. В Unicode , в версиях 6.x, содержит U + 1F517 🔗 LINK SYMBOL , который означает звено цепи или цепей. Он также может обозначать гиперссылку.

## Галерея

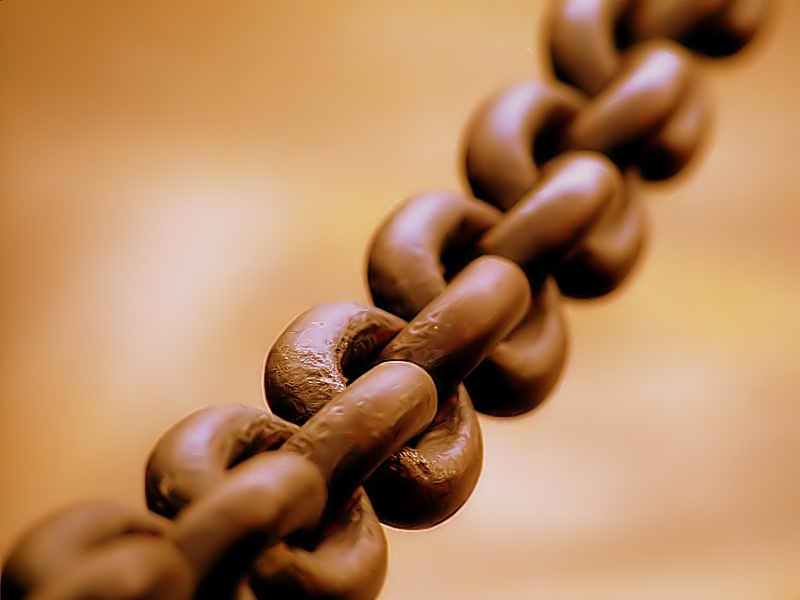
Якорная цепь
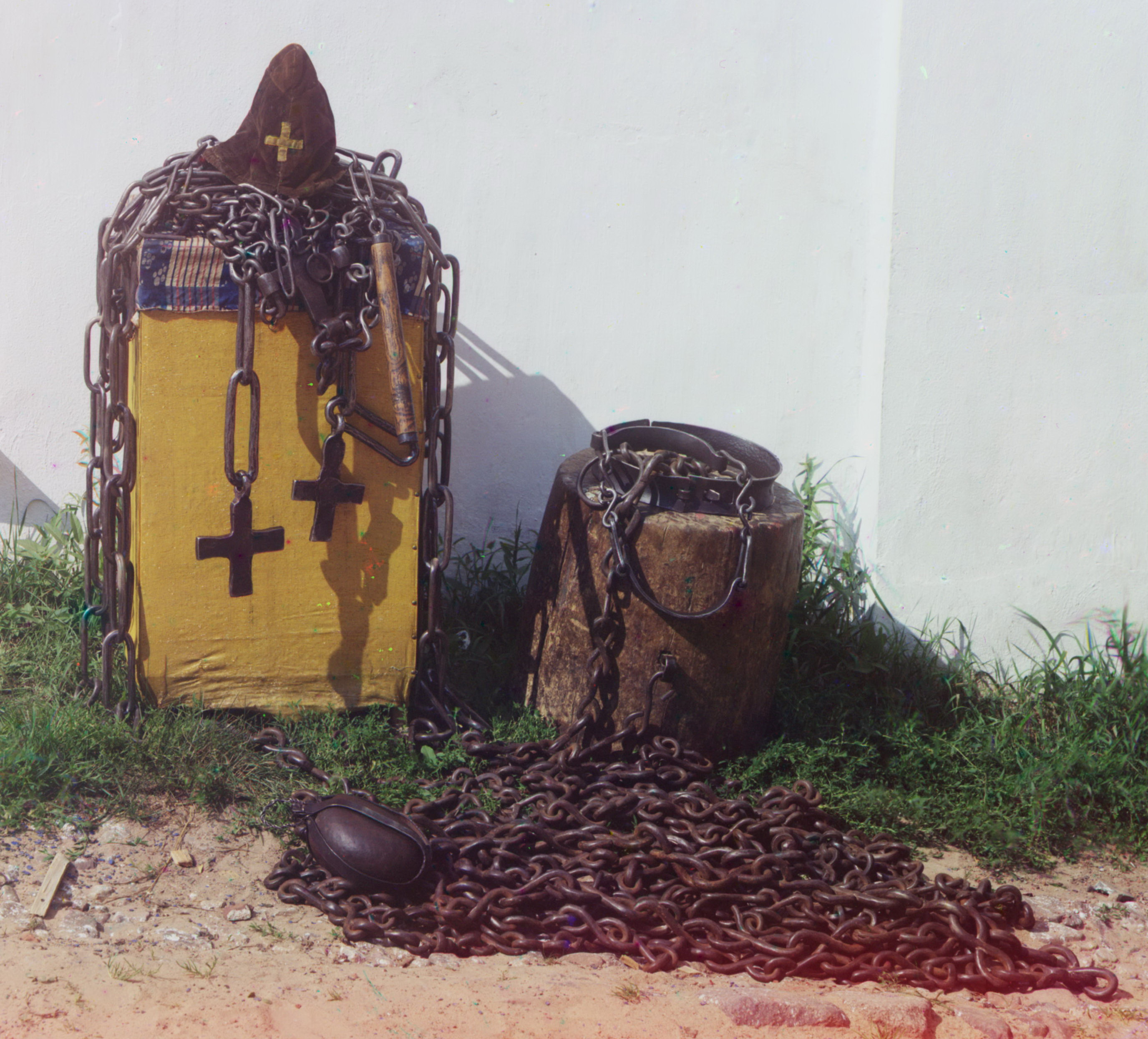
Шапочка, плеть и вериги преподобного Иринарха Ростовского
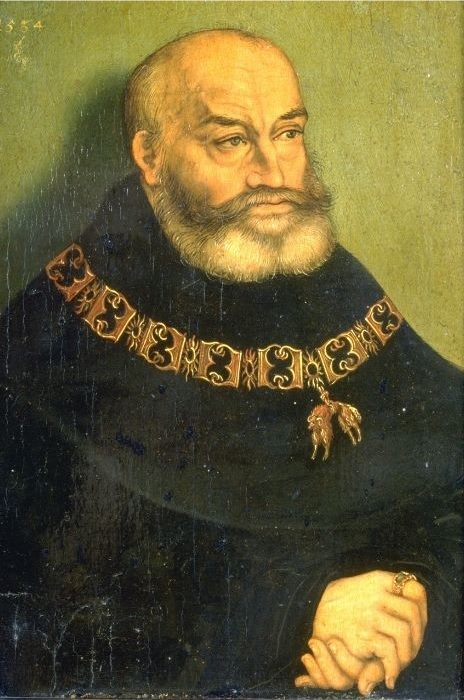
Портрет кавалера ордена Золотого руна герцога Саксонского Георга Бородатого. Знаком Ордена является изображение похищенного аргонавтами в Колхиде золотого руна, висящего на цепи из 28 звеньев
Ювелирное украшение в виде цепи из золота